# たのしい甲子園
『たのしい甲子園』（たのしいこうしえん）は、大和田秀樹による日本の野球ギャグ漫画作品。大和田の初単行本化作品で、『月刊少年エース』（角川書店発行）で1998年から2000年の間、連載された。基本的に野球をベースにしたギャグ漫画なのだが、野球部メンバーによるハイジャック鎮圧、米軍特殊部隊との激突、幽霊退治、はては火星人との政治交渉など荒唐無稽なストーリーが繰り広げられる。
『月刊少年エース』の創刊3周年記念企画である「新人読切バトル」にて読切版『たのしい甲子園』を発表し、アンケートで1位を獲得。設定を多少変更した上で本格連載となった。

## あらすじ
県下一の不良高校「瓦崎工業高校」、通称「瓦工」。そんな瓦工のトップになろうと、1年生の桂ケンジは次々と3年生を倒していく。だが「瓦工にいる限り、いやでもその存在を思い知らされる」という謎の人物、太田の出現で状況は一変。桂は太田と一対一のチキンラン対決を行うも、（本来は自殺行為である）太田の戦いぶりに自らの敗北を悟る。「瓦工のトップになれば、県下では敵なしだった」と言う桂に対し、自分の目標は全国制覇だと宣言、そのために桂の力が必要だと告げる。自分の力を必要としてくれる太田に感動し、舎弟となることを誓う。しかし、太田は不良達の頭であると同時に瓦工野球部の主将、目標の全国制覇とは甲子園優勝のことだった!　実力は一流だがならず者揃いの異色チーム、瓦工野球部の挑戦が始まる。

## 登場人物

### 瓦崎工業高校
県下一の不良高校であり、瓦工（かわこう）と略される。校内にはバイク等の違法改造を請け負う「改造屋」があったり、公然と賭博や飲酒が行われていたり、校舎内をバイクで走り回るものがいたりとほぼ無法地帯である。暴力沙汰も日常茶飯事で、凶器の転がった部室や些細な口論による殴り合い、果ては乱闘も当たり前。本来なら出場停止をくらいそうなものだが、「恐竜」と評されるほどの圧倒的な強さ（と圧力など）から甲子園出場を決める。「不適切な表現が多数含まれている」ため、NHKによる学校紹介のVTRは放映不能。応援団も応援席に暴走族仕様のバイクを乗り入れたり、飲酒、喫煙、篝火を行い、試合に負けた時のために切腹の用意がされてあったりと、通常なら出場停止どころではない行為に及んでいる。当の野球部員たちも、アサルトライフルを装備したハイジャック犯を丸腰で鎮圧したり、手際の良い仕掛け爆弾解体を行ったりするなど、相当な修羅場をくぐりぬけている模様。
太田（おおた）
本編の主人公、そして瓦工野球部主将。にもかかわらず、下の名前が最後まで明らかにされず、いかなる時でも野球帽を脱がなかった。絶対的なカリスマ性を誇り、野球部が甲子園を目指すのも太田がいるから。しかし、太田がなぜ甲子園を目指すのかは謎。太田自身も部員達に強い信頼を置いており、博多翼が瓦工の悪行を報道しようとした際には「平井がいる」と入浴を続け、昏睡状態に陥った際には投身自殺を計った本多に感応して覚醒している。打撃力と戦闘力において圧倒的な反面、守備には作中一度しかつかず、監督兼代打要員のようなポジションとなっている。武士を思わせる雰囲気を持ち、自信過剰。加えて口調も威厳に満ちた独特のものである。弱者に対しては厳しくも成長を促しつつ、温かく見守る心の持ち主。また茶華道を嗜み、校内に花壇、部室に主将の間茶室を構える一面を持つ。その一方でありえない勘違いをしたり、対戦相手の変化になかなか気づかない程の天然ボケ。加えてポケモンに熱中したり、馬鹿と言われて怒り出すなどやや子供っぽい。ピッチングマシンを試合で使おうとしたり、フォークボールのことを知らなかったりするなど、野球の知識もあまりない。瓦工の制服はいわゆる学ランであるが太田は白い「白ラン」を着用している。愛車はパッソルにスズキ・ガンマ（第1話のみバルカン1500）のエンジンを積んだ「パッソル改」。
榎本美咲（えのもと みさき）
瓦工野球部マネージャー。工業高校であり、不良校でもある瓦工における数少ない女子。マネージャーとピッチャーを混同した太田に入部テストとして平井の100本ノックを受けさせられるが、根性でクリア。阪神タイガースの大ファンで、神社を校内に建立し「KFC道頓堀店」と書かれたカーネル・サンダース像を「バース大権現様」として祭っている。元々リュミエール学院に在籍していたが（つまり家はお金持ち）、より確実に甲子園へ行けると思い瓦工へ（不良校と知らずに）転校してきた。文化祭の舞台に際しては北島マヤを彷彿とさせる演技練習（配役は木）を見せ、甲子園出場後にNHKにスカウトされ、朝ドラのヒロインを務めている。
桂ケンジ（かつら けんじ）
瓦工野球部ピッチャー。上述のように、不良としての全国制覇が太田の目標と誤解して入部。だがそもそも太田と本多が彼に声をかけてきたのも、リトルリーグでのピッチャー経験を買われてのことだった。当初はチームワークに欠ける部を抜け出そうとするも、マネージャーになった榎本に一目惚れして一念発起、全試合を1人で投げ切ることに。お馬鹿で単細胞だが、他の部員が度を越した常識はずれのため、部内では一応常識人としての位置にいる。魔球を喰らう、爆弾を仕掛けられるなど、見せ場となるはずの出番を相手の秘策に潰されることが多い。打順は平井の次。愛車はヤマハ・TZR。
本多謙照（ほんだ けんしょう）
瓦工野球部副将。本多コンツェルンの次期頭首であり、悪趣味な高級ブランド服を着こなし、ユニフォームも高級ブランド品である。その総資産額は国家予算に匹敵する、“超”のつく大金持ちであり、ポケットマネーで甲子園球場の修理費を出せる程である。太田が暴走した時の最大の犠牲者であり、雑務ほか部の厄介事を一手に引き受ける（彼以外に解決できる人間がいない）苦労人であるが、太田に心酔しきっている。本多の不注意で太田が昏睡状態となった「太田さんのいない世界に興味はない」と投身自殺を行った。(覚醒した太田によって助けられている。)ことあるごとに「ジーザス」と口にするのが癖。野球部入部前は「麗梵（リボン）の騎士」という異名を持ち、暴走族「薔薇十字軍（ローゼンクロイツ）」を率いていた。
木ノ下幸平（きのした こうへい）
瓦工キャッチャー。既に甲子園出場経験のある実力者だが、根っからの博打好きが災いして地下カジノで補導され、瓦工にいきついた。飄々とした口調で、相手を励ますなお、ノリよく話を進めるチームの潤滑油。かつて「狂犬(マッドドッグ)木ノ下」と称され、暴走族「泥死苦璃無惨（デスクリムゾン）」を率いて本多と対立していた。頬の十字傷は、もとからあった傷に交差する形で、太田の釘バットが直撃してできたもの。当時の対決が太田によってうやむやにされた為か、本多と対立すると「あの時の決着を」つけようと持ち掛ける。作者の次作警死庁24時にも登場している。バッティングコントロールも素晴らしく、平井のライナーを受け続けた榎本の身を案じ、そのグローブに最後のライナーを叩き込んだ。
柏亮（かしわ りょう）
一番打者（地区予選一回戦を除く）。窃盗団リーダー（平井とのツートップで徒党を組み、族長時代の本多が危惧するほどの勢力だった）から足を洗い、すさまじい俊足で盗塁を重ねる。モヒカン刈りがトレードマークなため、打席に立つときもヘルメットは着用せず。打順とかっとなりやすい性格から、チーム一負傷率が高い。甲子園本大会の始球式において文部大臣に痛烈なピッチャー返しを浴びせ、さらにはバットまで叩きつけた猛者。愛車はスズキのサイドカーで、主に平井を乗せている。
平井公彦（ひらい きみひこ）
瓦工の主砲といえる、褐色の巨人。リトルリーグ時代の桂からホームランを打ち、現在は打球が照明の支柱をへし折るほどのパワーを持つ。同時に飛び級でマサチューセッツ工科大学に入れるほどの知能も持つが、機動隊をボコボコにしたことで秀才の道は絶たれた。脳に糖分を補給するためによくバナナを食べている。ゴリラのような外見をしており話す言葉も「ウホ」のみ（一度だけ太田の命令に「イエスサー」と答えている）。会話の全ては柏の通訳を通して行われる。パパラッチの博多翼が瓦工の暴力行為をなにわテレビで報道しようとした際、CMを含めてもわずかである時間を利用し、プロテクトを一瞬で破って太田の善行を映した映像に差し替えた。
尾渕吉太郎（おぶち きちたろう）
内閣総理大臣。甲子園一回戦の始球式にて太田と対決する。2人の意思から命懸けのガチンコ勝負となり、自身が「ヒット（暗殺）」されかけてしまう。実は瓦工初代総番であり、過去数年不在だった瓦工のリーダーに、太田がふさわしいか試していた。夏の甲子園後、太田を外務大臣に任命した。モデルは当時の総理大臣。
パッソル改
主人公太田の愛車。瓦工の「改造屋」がシャレで作ったバイクだが、最高時速は300キロを超える。ヤマハ発動機のママさんバイク「パッソル」に大型バイクのエンジンをのせている。初代パッソル改はバルカン1500のエンジンをつんでいたがチキンレースの際、記録0センチを叩き出すために大破。その後、スズキ・ガンマ（RG500Γ）のエンジンをのせたモンスターバイク・「パッソル=Γ "ウォルターウルフ"」となり復活、同時にNOS（ボタンスイッチの表記は『煮吐呂(ニトロ)』）が追加される。甲子園への移動途中にバーストしたジャンボジェットの車輪代わりになり再び大破、レストアされる（このとき、音声認識と自動走行機能がついたようだ）。その後、本多を拉致しようとした米軍特殊部隊のハリアーを道連れに自爆、三度レストア。最終回では火星人の技術により居住スペースを追加した最終形態「パッソル・オールボワール」となり、大気圏突入すら可能な機体となった。火星圏で開発されたにも関わらず、コクピット保護シールドには何故か「YAMAHA」のロゴが描かれている。設定によると、あるロボットのいわば「コア・ファイター」の役割を果たすらしい。

### リュミエール学院
地区予選決勝で瓦工と対決。警備に私兵を雇ったり、コンコルドをチャーターしたりするお金持ち学校。
朱皇
リュミエール学院主将。キャッチャー。甲子園本大会のためパリで合宿中だったが、瓦工との試合のため日本に呼び戻される。審判買収策や、佐々山の起用を講じるも敗北。予選後、父の会社が先物取引に失敗し破産。一からやり直すため大阪へ料理の修行に出る。一文無しでたこ焼き屋をはじめ、金閣寺高校の主将・花坂が投げ落とした代金を拾い集めるほどには落ちぶれたが、太田とのたこ焼き対決の負けが認められない花坂に過去の自分を投影させており、人間としての成長を見せている。
ジャン・リュック・佐々山
ピッチャー。フランス人とのハーフである巨体の持ち主。通称「モンマルトルの大魔神」。一見大暴投と思えるほどの落差を持つフォークボール「ギロチンフォーク」を投げる。桂を負傷させるも、太田の「落ちる前にバットを投げて打つ」という反則的打法により敗れる。マザコンの気があり、ママン（母親）のことを侮辱する者には容赦しない。朱皇に恩義があるため（公式ホームページに経緯が描かれている）、大阪での料理修行にも付き従っている。
その名や決め球のフォークから、モチーフは『ハマの大魔神』こと元横浜ベイスターズ投手、佐々木主浩投手と思われる。
神崎
二軍主将。初めは瓦工を見下していたが、精鋭部隊を全滅させられて恐れをなし、一軍をフランス合宿から呼び戻す。その愚行を咎められ、罰として試合会場でソムリエをやらされる。

### 鴨根木高校
甲子園二回戦で瓦工と対戦。もともと際立った強さはなく、初回に大量に得点を取られて負けを覚悟。だが監督をはじめとするメンバー全員が無理やり連載当時低迷していた某球団のプロ野球選手と入れ替えられ、70点差をつけて瓦工を追い詰める。しかし9回に太田が顔面へのデッドボールで出塁、強烈な進路妨害を撥ね退け一点を返す。「一点への執念」に目覚めたプロ選手たちは、目的を果たしたので鴨根木ナインと再度入れ替わる。9回裏さえ抑えれば勝ちという状況ながら、太田の姿に奮起した瓦工の猛攻に敗北。

### RL学園
甲子園準々決勝で対戦。甲子園常連の名門高校。モデルはPL学園。
木村ハナ
女子でありながら背番号1をつける真のエース。太田に一目ぼれし、渾身の投球をもって告白するも断られ、試合も敗北（正々堂々と勝負を申し込んだことから、太田に「人として」は気に入られた）。その後、父親の転勤によって瓦工に転校。読売ジャイアンツの大ファンで、榎本と犬猿の仲。一方で数少ない女生徒でもあるため、桂を振って傷ついた榎本をフォローするほどには仲が良い模様。

### 世志本高校
甲子園準決勝で瓦工と対戦。演芸科があり「お笑い界の東大」とも呼ばれる割に、大した芸人は出ていない。試合中にも様々なボケを繰り出し、桂のデッドボールをくらっていた。しかし、「真のアスリートとなるには、本番には異様に強いお笑い芸人の精神が必要」との理念から、部員達の熱意と実力は本物。股間に打球を受けた太田の暴走により、甲子園が爆発炎上。仕切り直しを経て史上稀に見る熱闘が繰り広げられたものの、観客は全員避難したためそれを見たものはいなかった。

### 三宝農業
夏の甲子園決勝で瓦工と対決。太田を弥八郎の仇と付け狙う。部員全員が中国拳法まがいの修行をつんでおり、バーリトゥード野球で瓦工を苦しめる。春の甲子園では初戦で瓦工と対戦。
三宅
三宝農業主将でピッチャー。首から常に、弥八郎の遺骨が入った箱をかけている。爆発物の扱いに長けていて、試合前から太田を爆殺しようとした。釘を打ち込んだボールによる「釘スライダー」を投げるが、太田の振るう「伝説の釘バット」に敗れ去る。彼もまた、太田に影響を受けた人物の一人であり、太田を乗せたシャトルが大気圏外で爆散した事で彼の生存が絶望視されている事を偲び、未だ現実を受け入れられない瓦工野球部の目を覚まさせるために再度甲子園へ勝上り、人々の気持ちを代弁して本多を説得した。渾身の一球を放ち、想いを振り切った本多がアーチを作って打ち上げた様を見届け、満足しながらマウンドに崩れ落ちた。
弥八郎
太田との決闘に敗れ死亡。実は人間ではなく牛。太田に美味しく食べられる。

## バーリトゥード野球
夏の甲子園決勝戦、瓦崎工業高校と三宝農業高校の対戦における試合形式。尾渕首相の許可により実現した。コロシアムモードに変形した甲子園球場（詳細は公式サイトに）で行われた。道具に使用制限なし、ビーンボールよし、イニング制限なしの何でもあり野球。道具に使用制限がないため選手たちはチェーン、地雷、爆弾、バイクなどの凶器を持ち込み血で血を洗う死闘が展開された。なお審判は度々起きる乱闘を静止するためにショットガンを装備している。

## 刊行リスト
- たのしい甲子園（1999年-2000年、角川コミックスエース（角川書店）。全5巻

1. 一巻（ISBN 4047132683）
2. 二巻（ISBN 4047132888）
3. 三巻（ISBN 4047133183）
4. 四巻（ISBN 4047133590）
5. 五巻（ISBN 4047133817）